# Gabriela Agúndez
Gabriela Belem Agúndez García (La Paz, Baja California Sur, México, 4 de agosto de 2000) es una deportista mexicana, especializada en clavados.

## Biografía
Tiene estudios de bachillerato y su entrenador en 2018 era Yunieski Hernández.

## Trayectoria deportiva
En los XXII Juegos Centroamericanos y del Caribe de Veracruz 2014, Agúndez fue la participante más joven de la delegación mexicana en dicha competencia, ganando medalla de oro y de bronce. En ese mismo año ganó bronce en el Festival Deportivo Panamericano de Clavados. Para el Grand Prix FINA de Clavados de 2015, Agundez obtuvo con Karla Rivas medalla de oro en salto sincronizado en plataforma de 10 metros. Dentro de la Olimpiada Nacional Juvenil 2018, celebrada en su país, ganó medalla de oro en la plataforma de 10 metros. Forma parte de la delegación mexicana en los XXIII Juegos Centroamericanos y del Caribe, en donde calificó a la final de salto sincronizado en plataforma de 10 metros.
En 2015 fue reconocida como clavadista destacada por la Federación Mexicana de Natación.
Clasificó a los Juegos Olímpicos de Tokio 2020 en las disciplinas de plataforma 10 metros individual femenil y clavados sincronizados. Ganó medalla de bronce en clavados sincronizados en dicha justa junto a Alejandra Orozco Loza. En la final de plataforma 10 metros individual obtuvo el cuarto lugar con 358.80 puntos.
Integró la delegación mexicana en los Juegos Olímpicos de París 2024, competencia en la que concluyó en lugar 5° a nivel individual con 350.40 puntos. En la prueba por equipos junto a Alejandra Orozco Loza concluyeron en 5° haciéndose acreedoras a un diploma olímpico.
Obtuvo la medalla de plata en la final de sincronizados de plataforma de 10 metros de la Copa del Mundo de Clavados Guadalajara 2025 en compañía de Alejandra Estudillo.

## Palmarés internacional
| Juegos Olímpicos           | Juegos Olímpicos          | Juegos Olímpicos  | Juegos Olímpicos              |
| Año                        | Lugar                     | Medalla           | Competición                   |
| -------------------------- | ------------------------- | ----------------- | ----------------------------- |
| 2020                       | Tokio (Japón)             | Medalla de bronce | Plataforma 10m Sincronizado   |
| Copa del Mundo de Clavados |                           |                   |                               |
| Año                        | Lugar                     | Medalla           | Prueba                        |
| 2025                       | Guadalajara (México)      | Medalla de plata  | Plataforma 10 m sincronizados |
| Campeonato Mundial         |                           |                   |                               |
| Año                        | Lugar                     | Medalla           | Competición                   |
| 2023                       | Fukuoka (Japón)           | Medalla de plata  | Equipos Mixto                 |
| 2024                       | Doha (Catar)              | Medalla de plata  | Equipos Mixto                 |
| Juegos Panamericanos       |                           |                   |                               |
| Año                        | Lugar                     | Medalla           | Categoría                     |
| 2023                       | Santiago de Chile (Chile) | Medalla de oro    | Plataforma 10m Individual     |
| 2023                       | Santiago de Chile (Chile) | Medalla de oro    | Plataforma 10m Sincronizado   |